# 内藤綱男
内藤 綱男（ないとう つなお、1932年 - ）は、日本の画家、元俳優。山梨県出身。

## 略歴
明治大学卒業後、大映に入社。大映京都撮影所、西岡プロ、エヌ・エー・シー所属を経て、画家に転向。

## 出演作品

### テレビドラマ
- 七色仮面 第1部「コブラ仮面」（1959年）
- クリミヤの灯は消えず（1961年）
- 短い短い物語 第62話「椅子」（1962年）
- 忍者部隊月光
  - 第1話「潜行救出作戦 前篇」、第2話「潜行救出作戦 後篇」（1964年） - ブラック団団長
  - 第31話「どんぐり作戦 前篇」、第32話「どんぐり作戦 後篇」（1964年） - ルンバ外交官
  - 第51話「不知火作戦 後篇」 - 第53話「Mショット作戦 後篇」（1964年） - ラバッシュ
  - 第74話「マイティ・ロボット作戦 前篇」、第75話「マイティ・ロボット作戦 後篇」（1965年） - 星川
  - 第84話「マジックドラゴン作戦 前篇」、第85話「マジックドラゴン作戦 後篇」（1965年） - 黒部竜吉
- 特別機動捜査隊
  - 第118話「ながれ」（1964年）
  - 第130話「ぽんこつ」（1964年）
  - 第149話「夏の終り」（1964年） - 志村安吉
  - 第215話「跫音」（1965年）
  - 第288話「黒い砂漠」（1967年） - 新井
  - 第324話「刑事のブルース」（1968年） - 伊沢
  - 第349話「熱帯魚と女と犬」（1968年）
  - 第370話「挑戦」（1968年）
  - 第417話「美しい町の天使たち」（1969年） - 杉山
- 青年同心隊 第5話「サノ金、がんばる」（1964年、TBS）- 道具屋亥助
- 甲州遊侠伝 俺はども安（1965年）
  - 第1話「甲州野郎」
  - 第24話「きずな街道」
- 鉄道公安36号 第113話「灰色のレール」（1965年）
- 事件記者 第247話「遮断作戦」（1965年）
- タケダアワー / 新隠密剣士 第28話「黒潮党十人組」（1965年）
- 素浪人 月影兵庫 第9話「月は見ていた」（1965年）
- 渥美清の泣いてたまるか（1967年）
  - 第40話「僕もガードマン」
  - 第50話「先生海で溺れる」
- 竜馬がゆく（1968年） - 役人
- コメットさん 第29話「怒るのはナーシ」（1968年） - 立札を立てる男
- 昔三九郎 第4話「詑証文」（1968年）
- 戦え! マイティジャック（1968年）
  - 第3話「悪魔の海にとんで行け!!」 - 東海丸副長
  - 第24話「ハプニング島へ進路とれ!!」 - 矢島
- オレとシャム猫 第1話「ドラ猫は夜中に散歩する」（1969年）
- 俺は用心棒 第17話「夏の夜と朝に」（1969年）
- 5人の危険屋 プロフェッショナル 第13話「あッ! と驚く銀行襲撃」（1969年）
- 恐怖劇場アンバランス 第12話「墓場から呪いの手」（1973年） - 熊井刑事 ※制作は1969年